# Essey-et-Maizerais
Pour les articles homonymes, voir Essey (homonymie).
Essey-et-Maizerais est une commune française située dans le département de Meurthe-et-Moselle en région Grand Est.

## Géographie
Administrativement, la commune d'Essey-et-Maizerais fait partie :
- de la région Lorraine ;
- du département Meurthe-et-Moselle ;
- 5e circonscription de Meurthe-et-Moselle.

### Localisation
La commune est située dans le parc naturel régional de Lorraine et comprend sur son territoire le lac de Madine (à l'ouest) et la forêt de Mort-Mare (au sud-est du village). Elle est traversée par la rivière Rupt-de-Mad.
D’après les données Corine Land Cover, le ban communal de 1310  hectares comportait en 2011,  58 % de zones agricoles,  37 % de forêts et de prairies et 3,7 % de zones urbaines.

### Sismicité
Commune située dans une zone 1 de sismicité très faible.
La commune accueille encore l'ESOL Est (base logistique de la Sécurité civile pour l'Est de la France) et une école de déminage.
Essey-et-Maizerais est composée du bourg principal, Essey (autrefois dénommé "Essey-en-Woëvre") et du hameau de Maizerais (détruit lors de la Première Guerre mondiale). Seuls quelques bâtiments d'habitation et de ferme et une chapelle subsistent encore à Maizerais (situé au sud-ouest du bourg principal).

### Géologie et relief
Hydrogéologie et climatologie : Système d’information pour la gestion des eaux souterraines du bassin Rhin-Meuse :
Territoire communal : Occupation du sol (Corinne Land Cover); Cours d'eau (BD Carthage),
Géologie : Carte géologique; Coupes géologiques et techniques,
 Hydrogéologie : Masses d'eau souterraine; BD Lisa; Cartes piézométriques.

### Hydrographie

#### Réseau hydrographique
La commune est dans le bassin versant du Rhin au sein du bassin Rhin-Meuse. Elle est drainée par le ruisseau de l'Étang de Pannes et le ruisseau le Rupt de Mad,,.

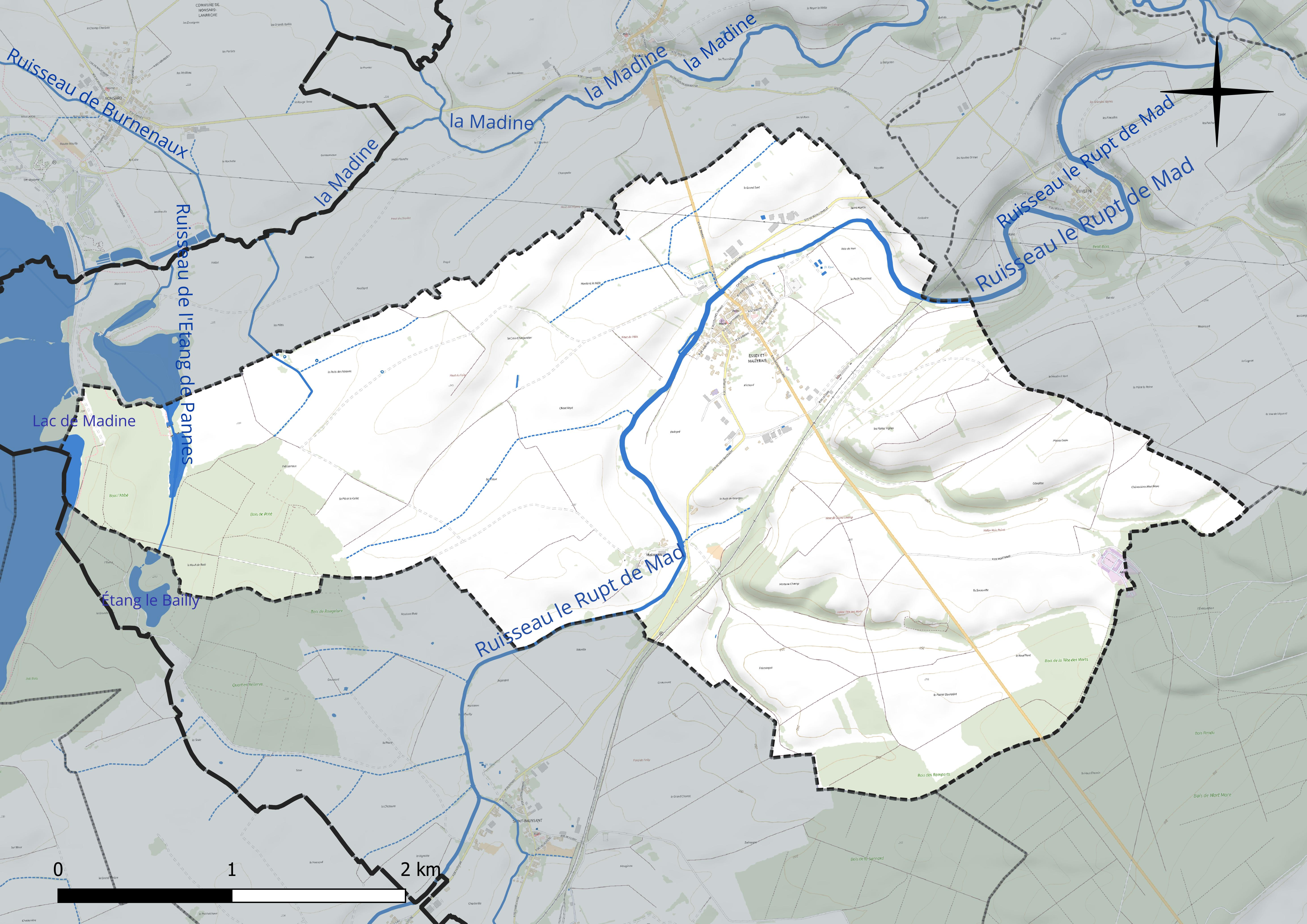
Réseau hydrographique d'Essey-et-Maizerais.

Deux plans d'eau complètent le réseau hydrographique : le lac de Madine, d'une superficie totale de 1 007,5 ha (3,6 ha sur la commune) et l'étang de Pannes, d'une superficie totale de 18,3 ha (3,4 ha sur la commune),,.

#### Gestion et qualité des eaux
Le territoire communal est couvert par le schéma d'aménagement et de gestion des eaux (SAGE) « Rupt de Mad, Esch, Trey ». Ce document de planification concerne les bassins versants du Rupt de Mad, de l’Esch et du Trey. Le périmètre a été arrêté le 2 juin 2014, la commission locale de l'eau (CLE) a été créée le 20 juin 2017, puis modifiée le 26 mars 20210. La structure porteuse de l'élaboration et de la mise en œuvre est le Parc naturel régional de Lorraine. 
La qualité des cours d’eau peut être consultée sur un site dédié géré par les agences de l’eau et l’Agence française pour la biodiversité. 

### Climat
Pour des articles plus généraux, voir Climat du Grand Est et Climat de Meurthe-et-Moselle.
En 2010, le climat de la commune est de type climat des marges montargnardes, selon une étude du Centre national de la recherche scientifique s'appuyant sur une série de données couvrant la période 1971-2000. En 2020, Météo-France publie une typologie des climats de la France métropolitaine dans laquelle la commune est dans une zone de transition entre le climat océanique altéré et le climat océanique altéré et est dans la région climatique  Lorraine, plateau de Langres, Morvan, caractérisée par un hiver rude (1,5 °C), des vents modérés et des brouillards fréquents en automne et hiver. 
Pour la période 1971-2000, la température annuelle moyenne est de 9,6 °C, avec une amplitude thermique annuelle de 16,6 °C. Le cumul annuel moyen de précipitations est de 837 mm, avec 12,6 jours de précipitations en janvier et 9,1 jours en juillet. Pour la période 1991-2020, la température moyenne annuelle observée sur la station météorologique de Météo-France la plus proche, « Nonsard », sur la commune de Nonsard-Lamarche à 4 km à vol d'oiseau, est de 10,7 °C et le cumul annuel moyen de précipitations est de 690,8 mm. 
La température maximale relevée sur cette station est de 40,1 °C, atteinte le 25 juillet 2019 ; la température minimale est de −17 °C, atteinte le 1er mars 2005,,. 
Les paramètres climatiques de la commune ont été estimés pour le milieu du siècle (2041-2070) selon différents scénarios d'émission de gaz à effet de serre à partir des nouvelles projections climatiques de référence DRIAS-2020. Ils sont consultables sur un site dédié publié par Météo-France en novembre 2022.

### Voies de communications et transports

#### Voies routières
Les voies de communication principales y accédant sont la départementale 904 (rue Raymond-Poincaré puis rue de Verdun).

#### Transports en commun
- Fluo Grand Est.

##### SNCF
- Gare de Pagny-sur-Moselle.
- Gare de Pont-à-Mousson.
- Gare de Dieulouard.
- Gare de Novéant.
- Gare de Commercy.
- LGV Est européenne.

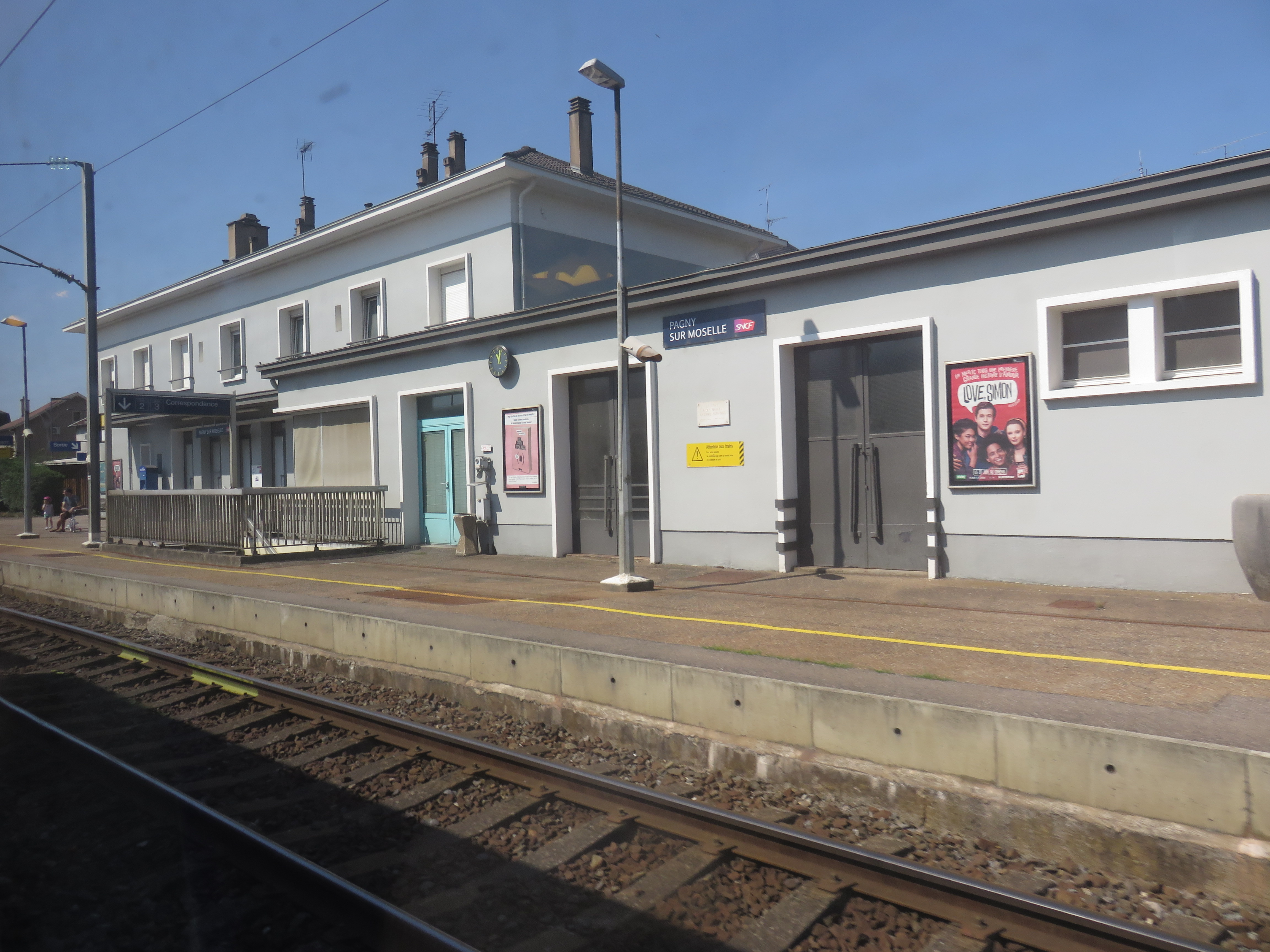
Gare de Pagny-sur-Moselle.

- Ligne de Paris-Est à Strasbourg-Ville. Voie de chemin de fer Metz - Paris.

### Intercommunalité
Commune membre de la Communauté de communes Mad et Moselle.

### communes limitrophes
| Pannes                          | Pannes             | Euvezin |
| Lahayville, Meuse (département) | Essey-et-Maizerais | Flirey  |
| Saint-Baussant                  | Saint-Baussant     | Flirey  |

## Urbanisme

### Typologie
Au 1er janvier 2024, Essey-et-Maizerais est catégorisée commune rurale à habitat dispersé, selon la nouvelle grille communale de densité à sept niveaux définie par l'Insee en 2022.
Elle est située hors unité urbaine et hors attraction des villes,.
La commune, bordée par un plan d’eau intérieur d’une superficie supérieure à 1 000 hectares, le lac de Madine, est également une commune littorale au sens de la loi du 3 janvier 1986, dite loi littoral. Des dispositions spécifiques d’urbanisme s’y appliquent dès lors afin de préserver les espaces naturels, les sites, les paysages et l’équilibre écologique du littoral, tel le principe d'inconstructibilité, en dehors des espaces urbanisés, sur la bande littorale des 100 mètres, ou plus si le plan local d’urbanisme le prévoit.

### Occupation des sols
L'occupation des sols de la commune, telle qu'elle ressort de la base de données européenne d’occupation biophysique des sols Corine Land Cover (CLC), est marquée par l'importance des territoires agricoles (82,4 % en 2018), une proportion sensiblement équivalente à celle de 1990 (82,9 %). La répartition détaillée en 2018 est la suivante : terres arables (57,6 %), prairies (24,3 %), forêts (13,1 %), zones urbanisées (3,7 %), eaux continentales (0,8 %), zones agricoles hétérogènes (0,5 %). L'évolution de l’occupation des sols de la commune et de ses infrastructures peut être observée sur les différentes représentations cartographiques du territoire : la carte de Cassini (XVIIIe siècle), la carte d'état-major (1820-1866) et les cartes ou photos aériennes de l'IGN pour la période actuelle (1950 à aujourd'hui).

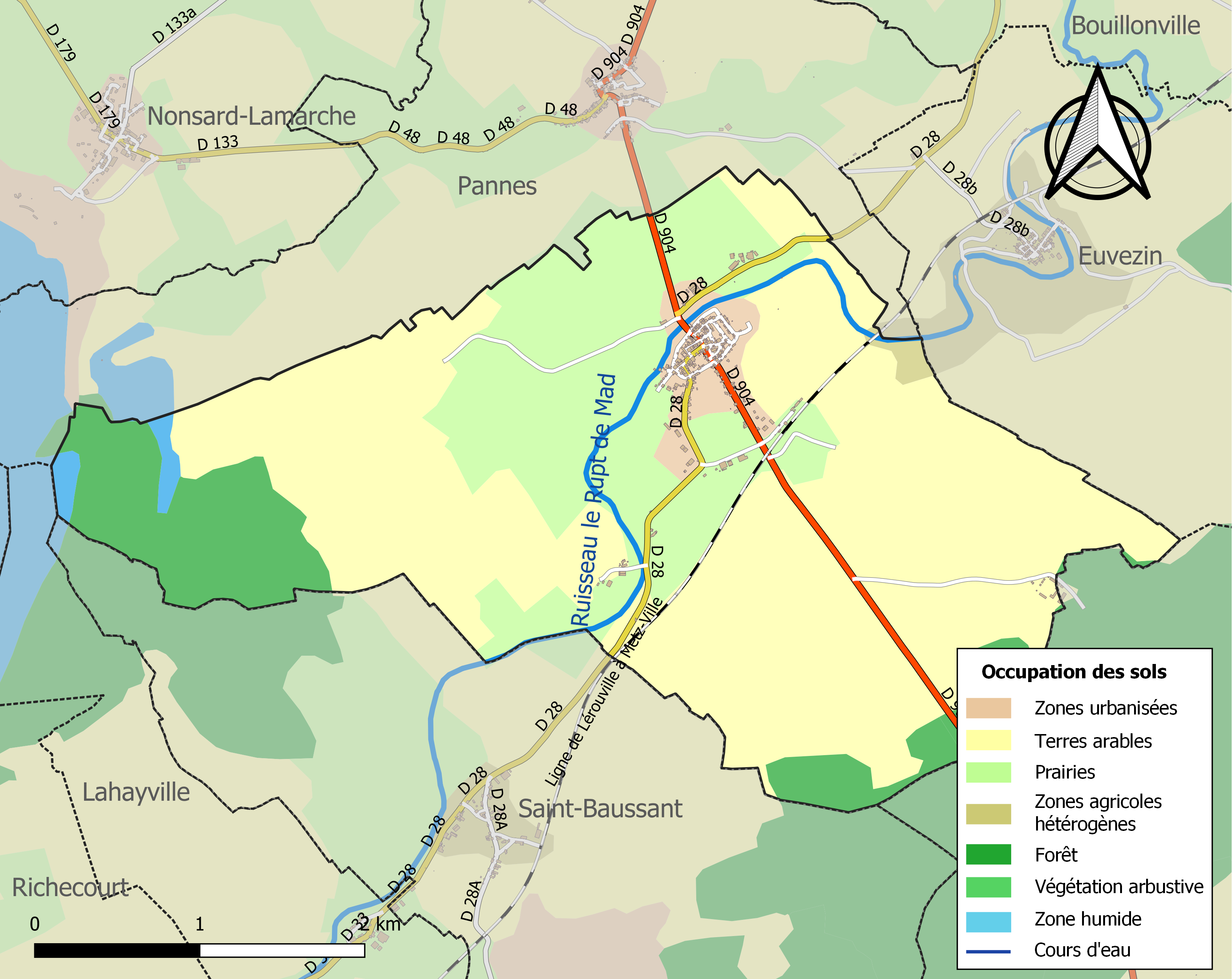
Carte des infrastructures et de l'occupation des sols de la commune en 2018 (CLC).

## Toponymie
Essey est attesté sous les formes In pago Scarponiense, in villa Aciaco capella (846) ; Capella in villa Acci (895) ; Actum publice in atrio Sancti-Martini Aciace ville (944) ; Ecclesia Acciace ville (1106) ; Ascy, Acy (1258) ; Ascey-en-Weivre (1262) ; Acey (1282) ; Essey-en-Weivre (1301) ; Escey (1421) ; Escey-en-Weivre (1431) ; Assey-en-Woivre (1556) ; Essey-en-Voivre (1782).

Le pouillé de Benoît Picart utilise la forme latinisée Aciaca in Vepria.
Maizerais, ancien hameau, est attesté sous les formes Capella Masiriaci ; Masiriacum super fluvium Mattis (895) ; Maiseris (1284) ; Maseris (1326) ; Maiserey (1518) ; Mezeray (1719) ; Maizeray-en-Voivre (1773).

### Écarts et lieux-dits
CONVES, nom donné à un moulin à grains, qui dépend d'Essey-et-Maizerais.
Saint-GIBRIEN (Gybrien), moulin et chapelle.

## Histoire
- Présence gallo-romaine.
- Fut seigneurie aux XVIIe et XVIIIe siècles de la famille de Gourcy avec notamment François II de Gourcy-Charey qui fut connétable de l'infanterie de Lorraine pendant la guerre de Trente Ans ainsi que gouverneur de Wildenstein, ce fut ensuite à ces descendants devenus comtes de Gourcy qu'échurent la seigneurie.

### Antiquité et préhistoire
Il est fait mention dans le répertoire du comte Beaupré de découvertes pouvant se rattacher à la période gallo-romaine 
« Au centre du village de Maizerais et au sud ouest, sur le plateau voisin, traces de substructions gallo-romaines. Au delà du pont, sur le Rupt de Mad, traces très apparentes d'un fort ayant la forme d'un carré long »
Au XXe siècle, lors de l'ouverture de carrières sur le ban de la commune, des céramiques et fragments de meules ont été trouvées, des établissements gallo-romains sont soupçonnés sur la hameau de Maizerais et au lieu-dit Poirier-Bouradot.

### Moyen Âge
Les historiens nous rapportent que le village d'Essey, au nom duquel on ajoute celui du hameau de Maizerais, appartenait, dans l'origine, à l'abbaye de Saint-Mihiel que Thibaut, comte de Bar, et Geoffroy, sire d'Apremont, affranchirent  mirent à la loi de Beaumont, en 1289, se réservant leurs fours et leurs moulins banaux, le marché, les foires, le conduit, le passage, les osts et chevauchées. (Les chevauchées étaient une espèce de ban publié pour défendre son seigneur, comme ost pour défendre son pays).
En 1337, Henri IV, comte de Bar, et Charles, duc de Luxembourg, s'assemblèrent à Essey pour régler, à l'amiable, les différends qu'avait occasionnés la garde de la ville de Verdun, que ces deux princes se disputaient. Le traité fut fait et signé au même lieu, en présence de plusieurs seigneurs,.

En 1363, les rentes des deux villages furent cédées par Geoffroy d'Apremont à Ulrich de Fénétrange. Il y avait, dans ce bourg, un château qui appartint à la famille Du Hautoy , et, autour de l'église, une forteresse destinée à servir de défense aux habitants, le village semble même avoir été totalement fortifié :
«L'église d'Essey, agrandie en 1742, semble remonter au XIIIe siècle ou au XIVe siècle. On voit encore les portes de l'ancienne ville et des parties de murailles de l'enceinte»… «Le 12 juin 1587, le duc Charles III leur permit de fermer leur village de murailles, portes et tours.»
Il semble qu'à peine édifiées, ces murailles furent abattues lors de la guerre de Trente Ans.

### Époque contemporaine
Au cours de la Première Guerre mondiale, le village d'Essey-et-Maizerais fut détruit à près de 80 %,.

### Anecdote
On trouve, dans les preuves de l'histoire de Metz, sous la date du 15 mai 1479, une lettre adressée par les officiers de Bouconville et de Mandres aux magistrats de la cité, pour se plaindre de voies de fait exercées par les habitants d'Ancy contre ceux d'Essey, dont ils avaient, à plusieurs reprises, enlevé les bestiaux, voire jusque dans leurs maisons.

## Politique et administration
| Période                                  | Période  | Identité          | Étiquette | Qualité                                                         |
| ---------------------------------------- | -------- | ----------------- | --------- | --------------------------------------------------------------- |
| Les données manquantes sont à compléter. |          |                   |           |                                                                 |
| avant 1995                               | 2014     | Brigitte Brabant  |           |                                                                 |
| avril 2014                               | mai 2020 | Roland Rouyer     |           | Retraité agricole                                               |
| mai 2020                                 | En cours | Gérald Petitjean, |           | Profession intermédiaire administrative de la fonction publique |

## Population et société

### Démographie

#### Évolution démographique
L'évolution du nombre d'habitants est connue à travers les recensements de la population effectués dans la commune depuis 1793. Pour les communes de moins de 10 000 habitants, une enquête de recensement portant sur toute la population est réalisée tous les cinq ans, les populations de référence des années intermédiaires étant quant à elles estimées par interpolation ou extrapolation. Pour la commune, le premier recensement exhaustif entrant dans le cadre du nouveau dispositif a été réalisé en 2008.

En 2022, la commune comptait 328 habitants, en évolution de −13,68 % par rapport à 2016 (Meurthe-et-Moselle : −0,13 %, France hors Mayotte : +2,11 %).
| 1793 | 1800 | 1806 | 1821 | 1831 | 1836 | 1841 | 1846 | 1851 |
| ---- | ---- | ---- | ---- | ---- | ---- | ---- | ---- | ---- |
| 598  | 674  | 737  | 739  | 817  | 882  | 842  | 832  | 845  |

| 1856 | 1861 | 1872 | 1876 | 1881 | 1886 | 1891 | 1896 | 1901 |
| ---- | ---- | ---- | ---- | ---- | ---- | ---- | ---- | ---- |
| 838  | 772  | 734  | 747  | 748  | 730  | 676  | 665  | 629  |

| 1906 | 1911 | 1921 | 1926 | 1931 | 1936 | 1946 | 1954 | 1962 |
| ---- | ---- | ---- | ---- | ---- | ---- | ---- | ---- | ---- |
| 620  | 551  | 382  | 392  | 397  | 368  | 375  | 410  | 369  |

| 1968 | 1975 | 1982 | 1990 | 1999 | 2006 | 2008 | 2013 | 2018 |
| ---- | ---- | ---- | ---- | ---- | ---- | ---- | ---- | ---- |
| 351  | 310  | 302  | 284  | 370  | 378  | 381  | 395  | 340  |

| 2022 | - | - | - | - | - | - | - | - |
| ---- | - | - | - | - | - | - | - | - |
| 328  | - | - | - | - | - | - | - | - |

### Enseignement
Établissements d'enseignements :
- Écoles maternelles et primaires.
- Collèges à  Thiaucourt-Regniéville, Pagny-sur-Moselle, Blénod-lès-Pont-à-Mousson, Pont-à-Mousson.
- Lycées à Pont-à-Mousson, Commercy.

### Santé
Professionnels et établissements de santé :
- Médecins à Domèvre-en-Haye, Royaumeix, Maidières, Pagny-sur-Moselle,
- Pharmacies à Domèvre-en-Haye, Pagny-sur-Moselle, Maidières, Pagny-sur-Moselle,
- Hôpitaux à Pont-à-Mousson, Saint-Mihiel, Liverdun.

### Cultes
- Culte catholique, Paroisse Notre Dame Du Rupt de Mad[41], Diocèse de Nancy-Toul.

## Économie
Les historiens s'accordent à décrire une économie essentiellement agricole et viticole,  au XIXe siècle, mais soulignent la présence d'une activité artisanale de filature :
«Surf. territ. : 1 135 ha dont 884 hect. en terres lab., chènevières comprises, 63 en prés, 440 en vignes d'assez bonne qualité, 440 en bois. L'hectare semé en blé peut rapporter 4 hectolitres, en orge 4 hectol. 50 litres, en seigle 3, en avoine 5, planté en vignes 50. Porcs, bêtes à cornes et quelques chevaux. Filature de laine de 50 broches, mue par un cheval... trois moulins à grains »,

### Entreprises et commerces

#### Agriculture
- Culture et élevage associés.
- Élevage d'autres bovins et de buffles.
- Culture de céréales, de légumineuses et de graines oléagineuses.

#### Tourisme
- Hébergements (Gîtes ruraux et Chambres d'hôtes), et restauration à Essey-et-Maizerais, Euvezin, Nonsard, Lahayville.
- Camping à Jaulny[42].

#### Commerces
- Commerces et services.

## Culture locale et patrimoine

### Lieux et monuments

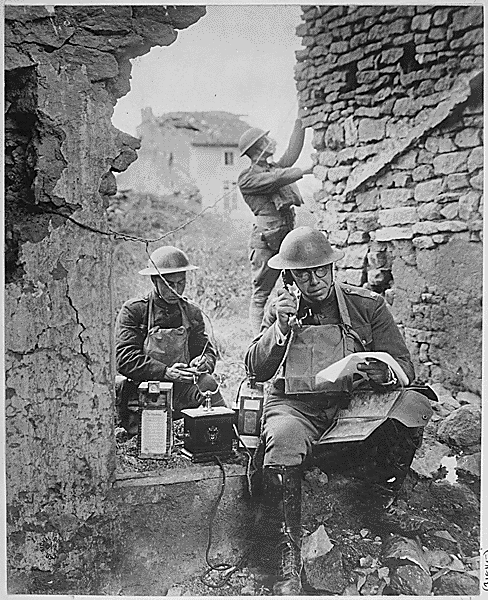
Lieutenant Colonel R. D. Garrett.
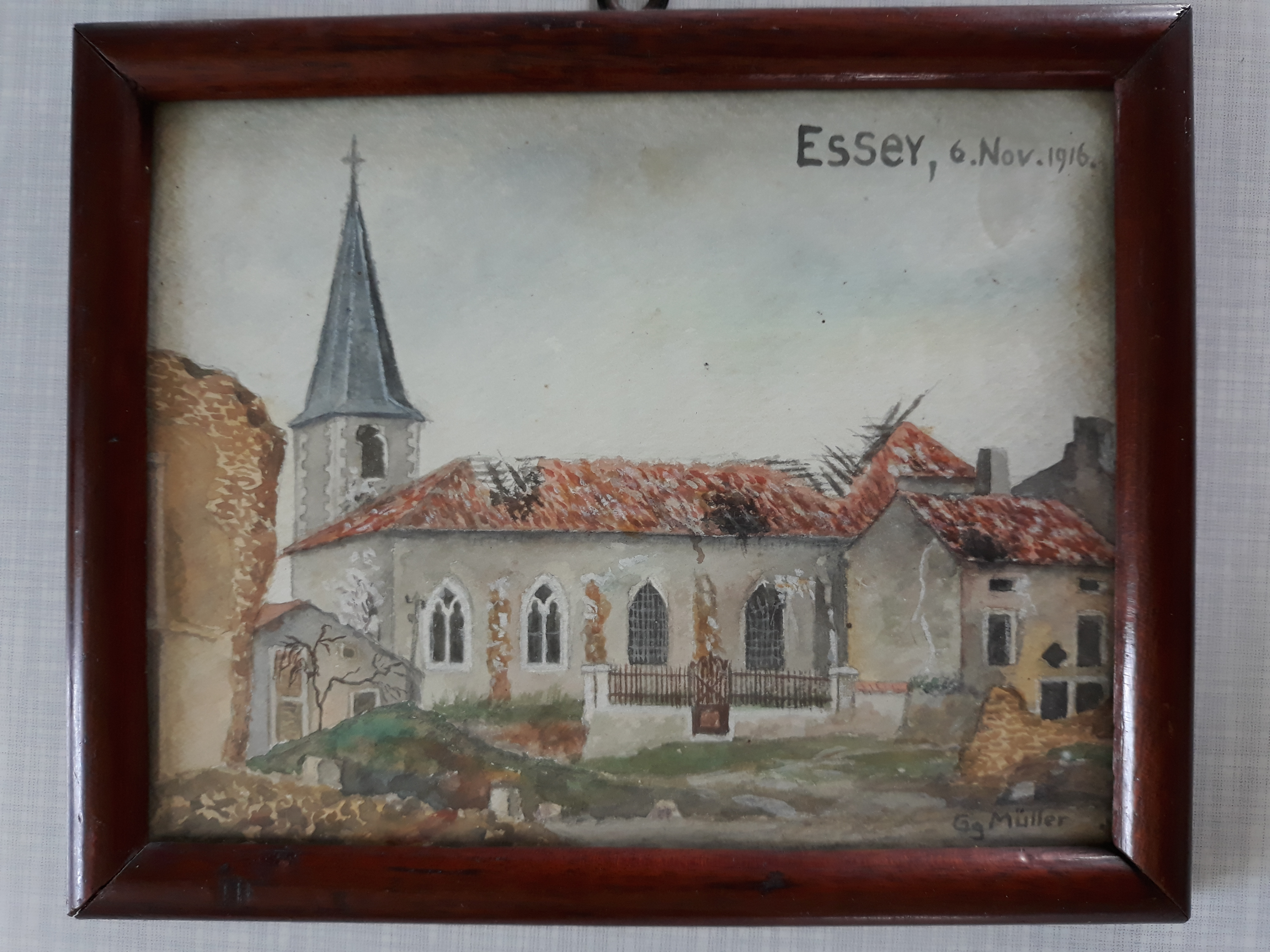
Eglise Saint-Martin, aquarelle d'un soldat allemand, 1916.
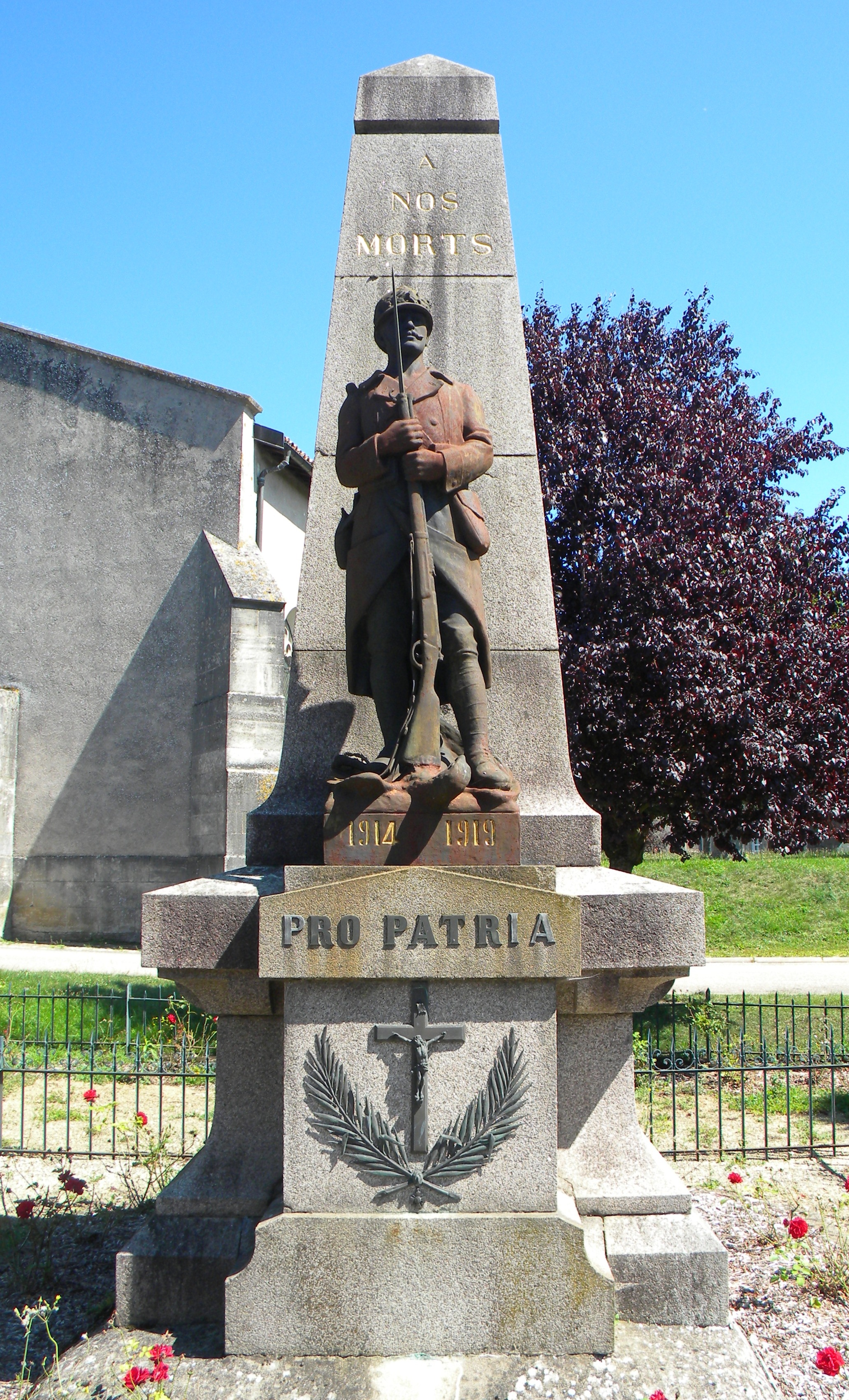
Monument aux morts.
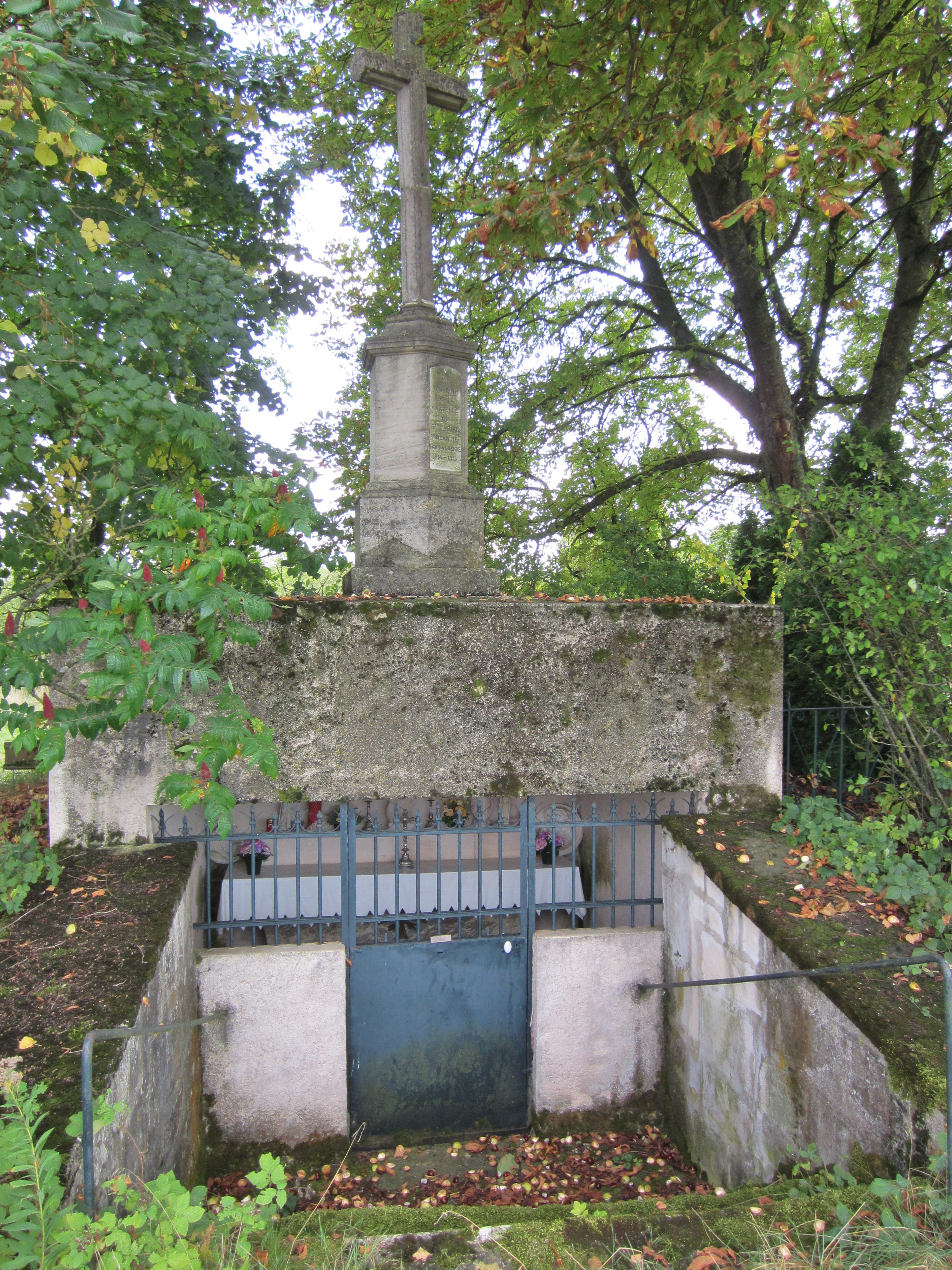
Oratoire Saint-Gibrien à Maizerais.

- Église Saint-Martin : tour romane fortifiée, nef et bas-côtés 13e, voûtes restaurées 18e ; vitraux de Gruber[43].

En grande partie détruite lors du premier conflit mondial, elle est classée au titre des monuments historiques par arrêté du 10 janvier 1920.
L'église d'Essey était flanquée d'une tour dans laquelle les habitants se réfugiaient en temps de guerre ; cette église renfermait plusieurs chapelles :
1° celle de Saint-Nicolas et de Notre-Dame, fondée, vers le milieu du XVe siècle, par Humbert de Widranges, conseiller de René II et seigneur en partie de la tour d'Essey ;
2° celle de Saint-Michel, érigée par un nommé Chachant, on ne dit pas à quelle époque ;
3° enfin celle de Sainte-Catherine, fondée vers l'an 1300, par les seigneurs de Saint-Beaussant ;
elle était originairement dans ce dernier village, mais, par suite des guerres, elle fut transférée »
Orgue de Théodore Jacquot (1925).
- Oratoire Saint-Gibrien.
- Monuments commémoratifs :
  - Monument aux morts[46] : Conflits commémorés : Guerre 1914-1918.
  - Stèle des victimes civiles de la Première guerre mondiale[47].
  - Cimetière communal[48].

### Personnalités liées à la commune
- Jean Forget, premier médecin du duc Charles IV, et anobli par ce prince[28],[49].
- Les Justes parmi les nations :
  - Marguerite Pagès Hugel,
  - Marguerite Pagès Hugel,
  - Marie-Luce Grosse.

### Héraldique
| Blason de Essey-et-Maizerais | Blason  | Mi-parti : au premier d'azur semé de croisettes recroisetées au pied fiché d'or aux deux bars adossés du même, les croisettes des cantons du chef issant de la gueule des bars, brisé de deux roses de gueules en chef, au second d'argent à la fasce de sable. |
| Blason de Essey-et-Maizerais | Détails | Le statut officiel du blason reste à déterminer. |